# Not Cool
Not Cool es una película cómica estadounidense de 2014 dirigida y producida por Shane Dawson. La película se centra en un grupo de amigos de la escuela secundaria que se reúnen durante sus vacaciones de acción de gracias. Es una de las dos películas que se produjeron para el reality show de Starz The Chair, donde los competidores utilizan el mismo guion para crear su propia película. Está protagonizada por Cherami Leigh, Shane Dawson, Drew Monson, Michelle Veintimilla, Lisa Schwartz y Bill Laing. Fue un fracaso de taquilla y recibió reseñas negativas por parte de la crítica especializada.

## Sinopsis
En un pequeño pueblo de Pensilvania, un grupo de amigos de la escuela secundaria se reúnen durante un receso de Acción de Gracias de sus clases universitarias. El antiguo rey del baile de graduación Scott (Shane Dawson) es abandonado por su hiperactiva y errática novia Heather (Jorie Kosel) y encuentra un nuevo interés amoroso en Tori (Cherami Leigh). Mientras tanto, la hermana menor de Scott, Janie (Michelle Veintimilla) es abordada por Joel (Drew Monson), quien trata de cortejarla usando el conocimiento que él ha obtenido de sus publicaciones en las redes sociales.

## Reparto
- Cherami Leigh es Tori.
- Shane Dawson es Scott.
- Drew Monson es Joel.
- Michelle Veintimilla es Janie.
- Lisa Schwartz es Marisa.
- Bill Laing es Ray.
- Jorie Kosel es Heather.